# MCBC 블라즈

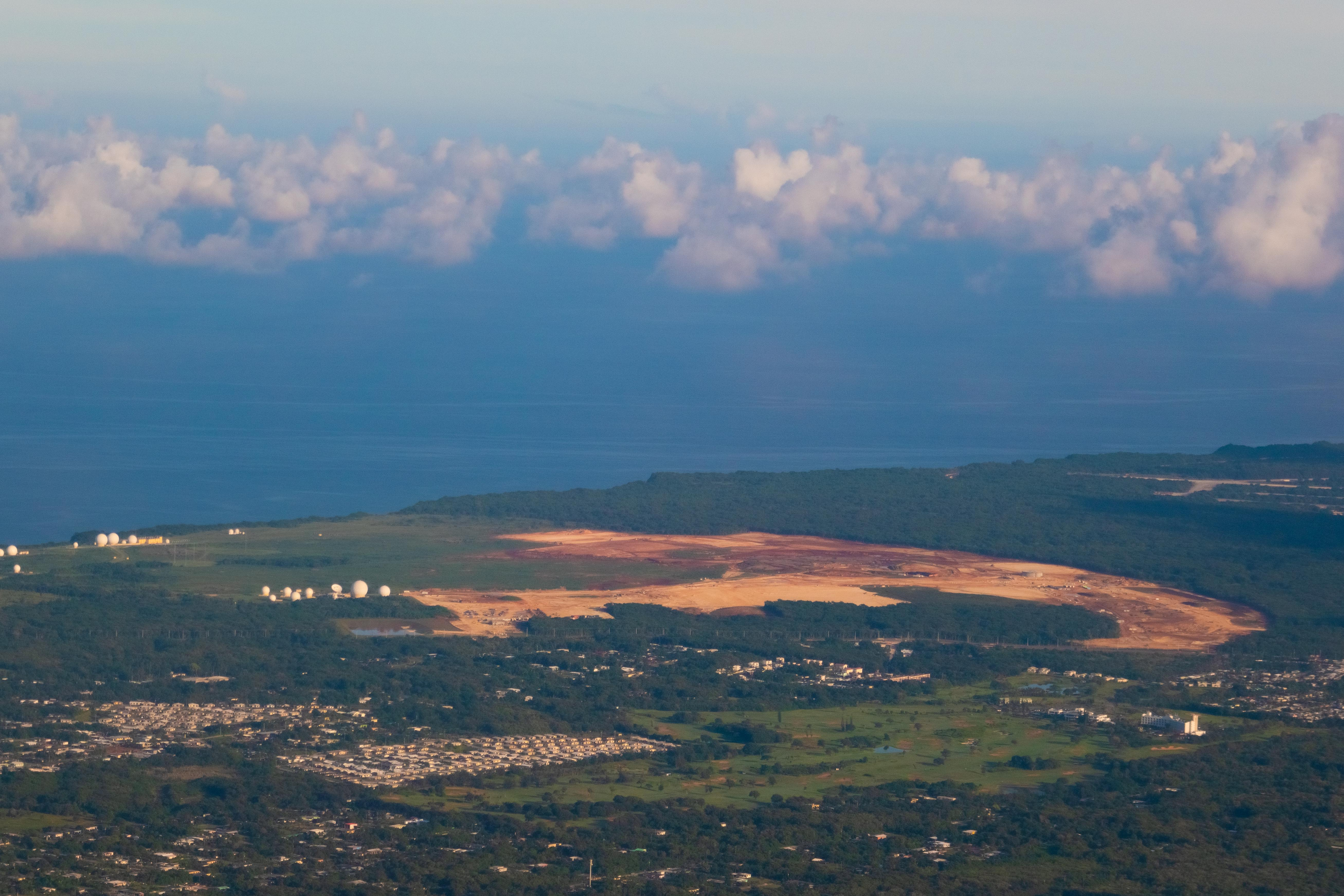
블라즈 해병대 기지 캠프의 항공촬영된 사진

블라즈 해병대 기지 캠프(영어: Marine Corps Base Camp Blaz), 줄여서 MCB 캠프 블라즈(MCB Camp Blaz)는 괌 데데도에 있는 미국 해병대의 기지이디.

## 이름의 유래
이름은 호흡부진으로 2014년 1월 8일에 죽은 빈첸테 T. 블라즈 해병대 준장의 이름에서 따왔다. 그는 고향인 괌에서 태어나 죽은 차모로인 토박이였다.

## 역사
1898년 6월 1일 미국-스페인 전쟁에서 미국 원정군이 괌을 접수하고  1899년 8월 7일에 해병대가 첫 발을 딛었다. MCB 캠프 블라즈가 세워지기 전에는 괌 해군기지 안에 1901년에 세워진 괌 해병막사(Marine Barrack, Guam)가 있었는데, 해군의 기지 안에 세들어 지내던 모양새였다.
1942년 6월 14일 일본군에게 포위되어 항복하여 빼앗겼으나, 2년 뒤의 괌 전투로 제3해병상륙군단으로 반격하여 1944년 7월 21일에 막사를 되찾았고, 8천여명의 사상자를 내면서 8월 10일이 되서야 섬의 안전을 확보하였다. 이후, 이오섬과 오키나와로의 침공의 전초기지로 잠깐 운용되었고, 태평양 전쟁이 끝난 이후에는 1946년 6월 4일부터 1992년 11월 10일까지 시설을 운용하였다.
괌 해병대 활동처는 주일 미국 해병대인 제3해병원정군의 일원인 제1해병항공단가 후텐마 비행장(MCAS Futenma)에서 이주할 곳을 찾기 위해 괌에 2018년 기지를 건설하기로 결정하였다.
2019년 1월 28일, 기지 건설현장에서 유물이 발굴되어, 공사는 잠시 멈췄다.
2020년 9월 30일에 괌 해병대 활동처(Marine Corps Activity Guam)는 캠프 블라즈로 옮겨가, 시설을 운영할 준비를 마치고, 다음 달 10월 1일에 시설을 가동하였다.
2023년 1월 25일, 공식적으로 개장하였다.

## 같이 보기
- 미국 해병대의 시설 목록

## 참고
1. ↑  “Guam Marine Corps base construction halted after artifacts discovered”. Marine Times. 2019년 1월 28일. 2021년 2월 24일에 확인함.
2. ↑  “Marine Corps activates Camp Blaz in Guam”. Courtesy Story, Marine Corps Activity Guam. 2020년 9월 30일. 2021년 2월 24일에 확인함.[깨진 링크(과거 내용 찾기)]
3. ↑  Wilson, Alex (2022년 12월 10일). “'Solid progress': A look inside Camp Blaz, the Marine Corps' newest base on Guam”. 《Stars and Stripes》 (영어). 2022년 12월 11일에 확인함.
4. ↑  Maj. Diann Rosenfeld (2023년 1월 25일). “Marine Corps Base Camp Blaz Holds Ribbon Cutting Ceremony for Sabånan Fadang Memorial” (영어). Marine Corps Base Camp Blaz. 2023년 5월 27일에 확인함.